# Głaznów
Głaznów – osada w Polsce położona w województwie łódzkim, w powiecie kutnowskim, w gminie Krośniewice. Miejscowość wchodzi w skład sołectwa Teresin.
W latach 1975–1998 miejscowość administracyjnie należała do województwa płockiego.
Urodził tu się biskup pomocniczy gnieźnieński Ignacy Bardziński.
Wieś szlachecka Głaznowo położona była w drugiej połowie XVI wieku w powiecie łęczyckim województwa łęczyckiego. 
Piętrowe skrzydło dworu wybudowane na planie prostokąta. Ściana frontowa zwieńczona frontonem z trzema oknami na każdej kondygnacji i balkonem na pierwszym piętrze. Z boku ryzalit z klatką schodową. 
W miejscowości był przystanek kolei wąskotorowej Głaznów.